# Veyssilieu
Veyssilieu ist eine französische Gemeinde mit 324 Einwohnern (Stand: 1. Januar 2022) im Département Isère in der Region Auvergne-Rhône-Alpes. Sie gehört zum Arrondissement La Tour-du-Pin und ist Teil des Kantons Charvieu-Chavagneux. Die Einwohner werden Veysillards genannt.

## Geografie
Veyssilieu liegt etwa 35 Kilometer ostsüdöstlich von Lyon. Umgeben wird Veyssilieu von den Nachbargemeinden Chozeau im Norden und Nordwesten, Moras im Osten, Saint-Marcel-Bel-Accueil im Süden und Südosten, Frontonas im Südwesten sowie Panossas im Westen.

## Bevölkerungsentwicklung
| Jahr                       | 1962 | 1968 | 1975 | 1982 | 1990 | 1999 | 2006 | 2017 |
| -------------------------- | ---- | ---- | ---- | ---- | ---- | ---- | ---- | ---- |
| Einwohner                  | 83   | 83   | 113  | 172  | 225  | 240  | 289  | 336  |
| Quellen: Cassini und INSEE |      |      |      |      |      |      |      |      |

## Sehenswürdigkeiten

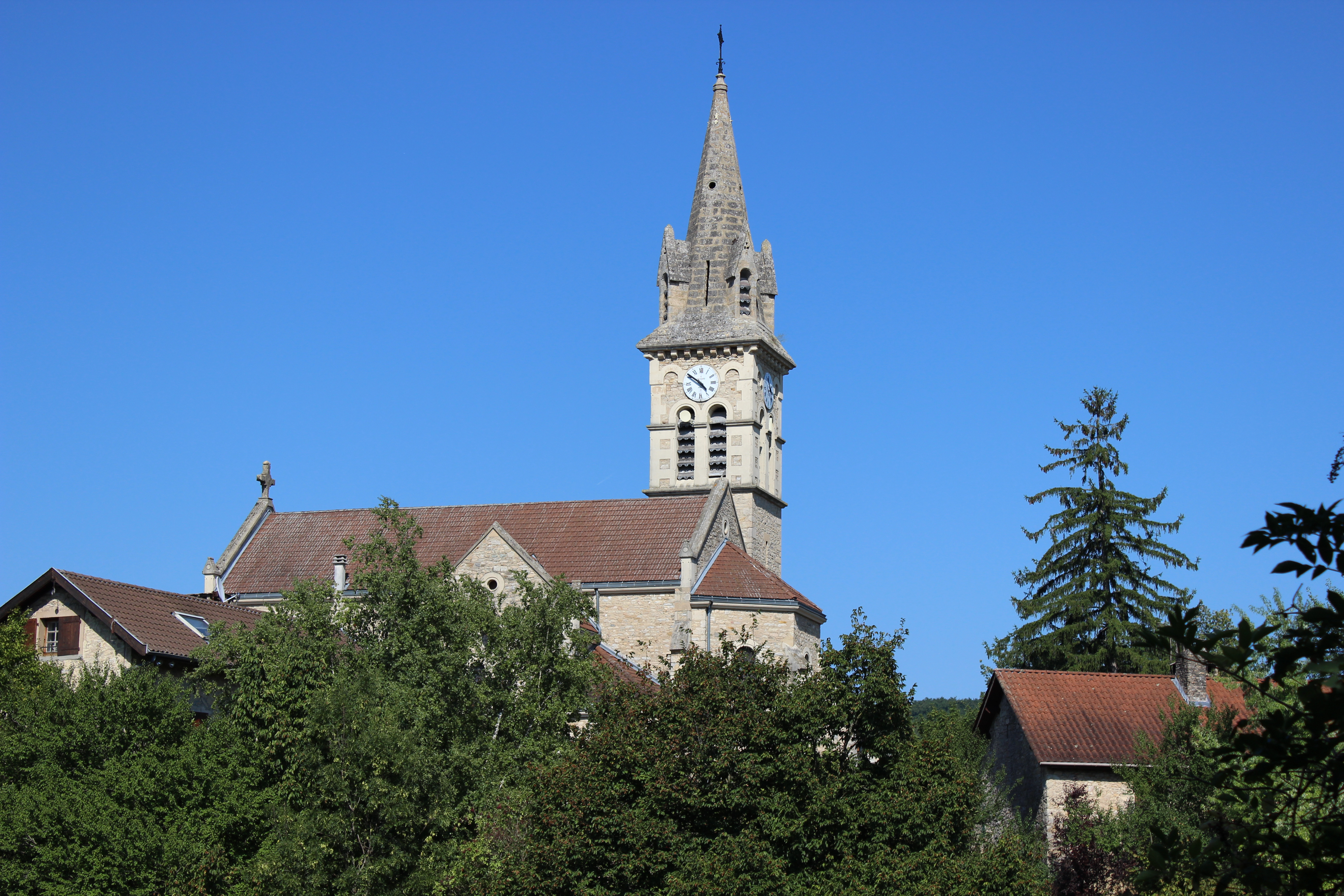
Kirche Saint-Hilaire
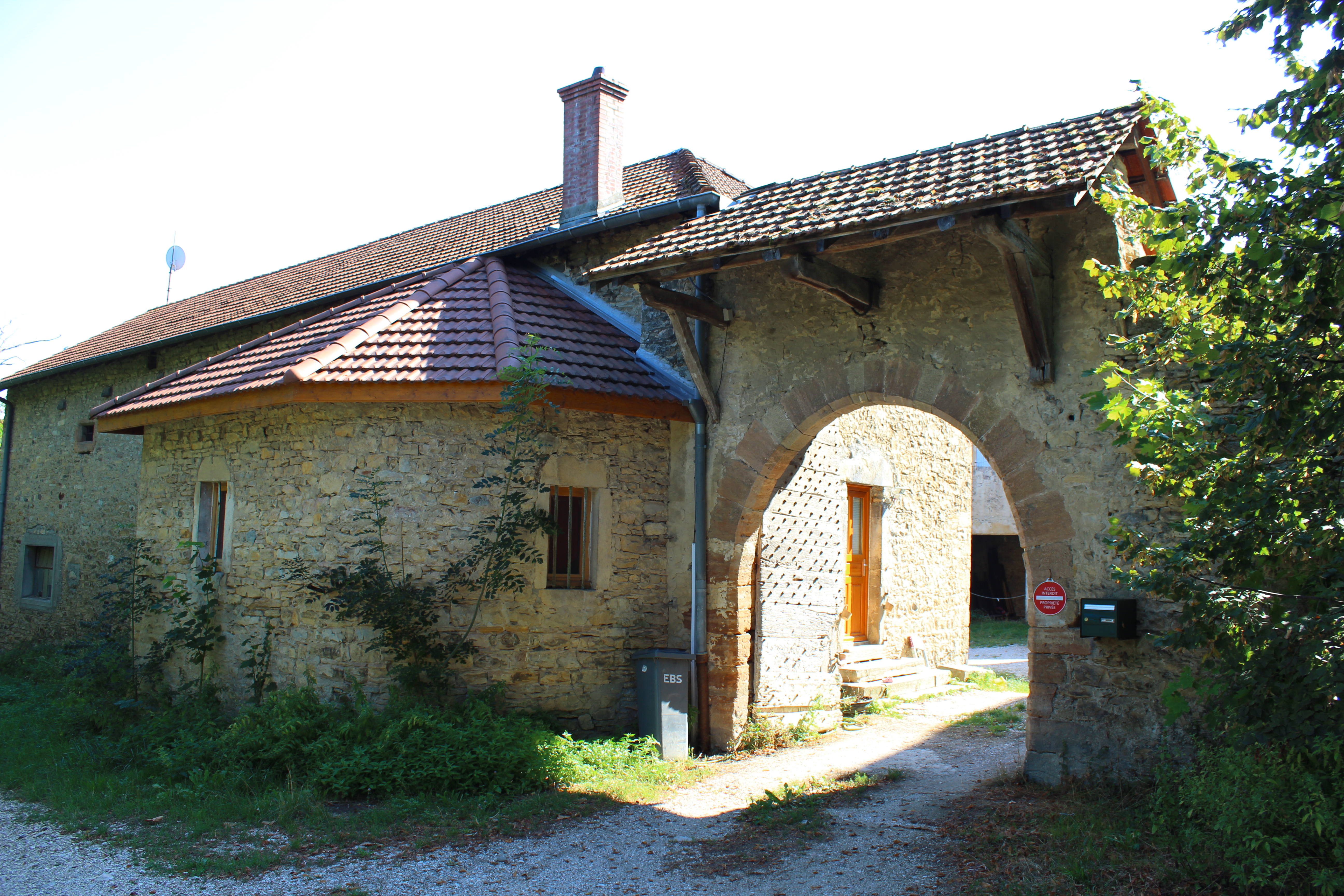
Schloss Veyssilieu

- Kirche Saint-Hilaire
- Schlosstor